# Номерні знаки Словаччини
Автомобільні номерні знаки Словаччини — номерні знаки, що використовуються для реєстрації транспортних засобів на території Словаччини. Автомобілі зареєстровані в Словаччині зазвичай належать до певного регіону. З 1997 року номерні знаки Словаччини зазвичай складаються з 7 символів вигляду XX-nnnYY, де XX є дволітерним кодом округу, nnn — тризначне число і YY — дві літери, які видаються по порядку. Старі номерні знаки мали формат XX nn-nn або XXY nn-nn і з 1 січня 2005 вони є недійсними.

## Вигляд
- З 1997 до 2004 угорі зліва знака був зображений герб Словаччини, а під ним код країни «SK». Код округу був відділений від порядкового номера символом тире.
- 1 травня 2004 Словаччина увійшла до Європейського Союзу і з цього моменту почали видавати номерні знаки з «європейською стрічкою» зліва.
- Чинні нині номерні знаки були запроваджені 1 червня 2006. Тире було замінене на герб Словаччини.

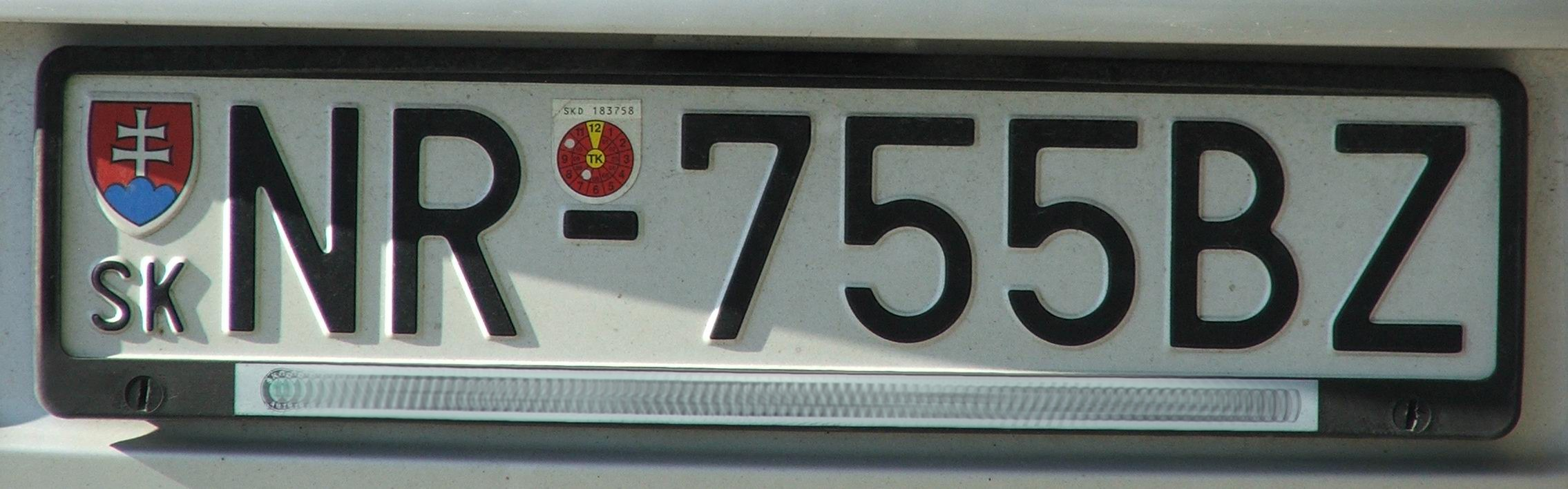
Номерний знак Словаччини 1997-2004
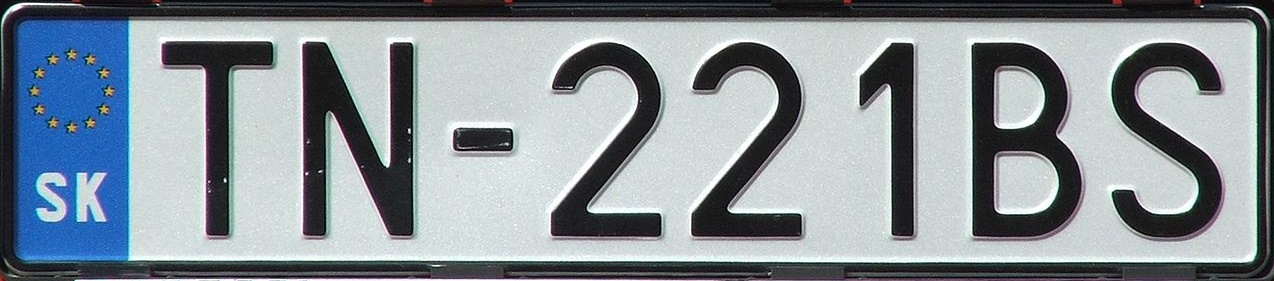
Номерний знак Словаччини 2004-2006
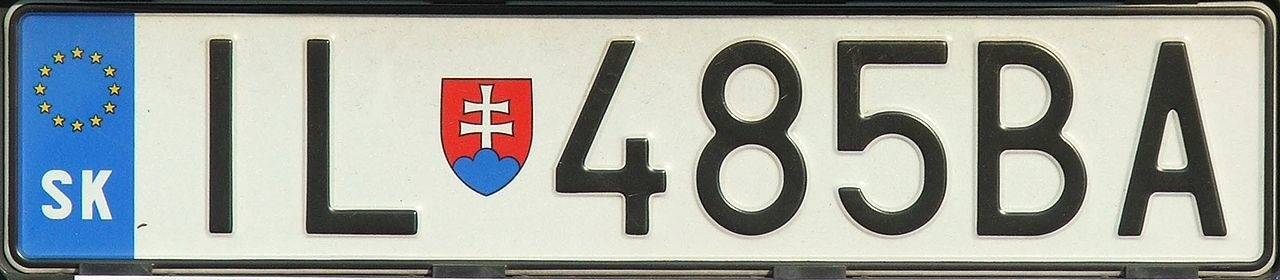
Номерний знак Словаччини з 2006

## Типи номерних знаків
| Зображення | Опис |
| ---------- | --- |
|            | Автономери для причепів мають такий самий вигляд, як і звичайні, тільки в них друга буква з кінця завжди Y (від 001YA до 999YZ). Нині в Братиславі наближується до кінця YZ. |
|            | Автономери для мотоциклів мають такий самий формат, як і звичайні, тільки менші. Існує два різних види номерів для мотоциклів, обидва менші за звичайні номери. |
|            | Індивідуальні автономери можуть видаватись за додаткову плату. Ці номери повинні починатися з дволітерного коду округу і п'яти символів. Номери можуть мати формат XX-YYYYY, XX-YYYYn або YYYnn. На відміну від інших типів, в цьому можна використовувати літери Q та W. Номери не мають містити політичних, релігійних чи образливих слів. Доступні також менші знаки для мотоциклів. |
|            | Автономери автомагазинів починаються з дволітерного коду округу, після чого іде серійний номер у форматі MXnnn або X nn, першою літерою якого завжди є M. Видаються номери від M 001 до M 999, після чого будуть видаватися номери від MA001 до MZ999. Літери на знаках цього типу червоні.                                                                                             |
|            | Тимчасові автономери такі самі як і автономери автомагазинів, тільки першою літерою серійного номера в них завжди є V. Видаються номери від V 001 до V 999, після чого будуть видаватися номери від VA001 до VZ999. Номери цього типу мають жовтий фон. На них може бути стрічка, що показує строк дії номера.                                                                          |
|            | Дипломатичні автономери починаються з літер «EE», після яких ідуть п'ять цифр. Символи написані жовтим шрифтом на темно-синьому фоні. |
|            | Автономери для посадових осіб починаються з дволітерного коду округу та тире, після чого іде серійний номер у форматі X nnn або nnn X, першою літерою якого завжди є X. |
|            | Військові автономери складаються з семи цифр. Перші дві цифри відділені від решти гербом Словаччини. |

## Коди округів
У Словаччині є 79 округів. В 69 випадках автомобільний код округу відповідає коду адміністративного центру цього округу. Два міста, Братислава та Кошиці, складаються з 5 та 4 округів відповідно, але попри це округи в цих містах мають спільні автомобільні коди. Кожен округ має як мінімум один код. 8 міст, які є адміністративними центрами країв, мають більше кодів. Нині тільки Братислава видає автомобільні номери, використовуючи більше одного коду.
| Код                    | Округ                |
| ---------------------- | -------------------- |
| BA, BD, BE, BI, BL, BT | Братислава           |
| BB, BC, BK             | Банська Бистриця     |
| BJ                     | Бардіїв              |
| BN                     | Бановце-над-Бебравоу |
| BR                     | Брезно               |
| BS                     | Банська Штявниця     |
| BY                     | Битча                |
| CA                     | Чадця                |
| DK                     | Дольни Кубін         |
| DS                     | Дунайська Стреда     |
| DT                     | Детва                |
| GA                     | Ґаланта              |
| GL                     | Ґелніца              |
| HC                     | Глоговец             |
| HE                     | Гуменне              |
| IL                     | Ілава                |
| KA                     | Крупіна              |
| KE, KC, KI             | Кошиці               |
| KK                     | Кежмарок             |
| KM                     | Кисуцьке Нове Место  |
| KN                     | Комарно              |
| KS                     | Кошиці-околиця       |
| LC                     | Лученец              |
| LE                     | Левоча               |
| LM                     | Ліптовский Мікулаш   |
| LV                     | Левіце               |
| MA                     | Малацкі              |
| MI                     | Михайлівці           |
| ML                     | Меджилабірці         |
| MT                     | Мартін               |
| MY                     | Миява                |
| NR, NI, NT             | Нітра                |
| NM                     | Нове Место-над-Вагом |
| NO                     | Наместово            |
| NZ                     | Нове Замки           |
| PB                     | Поважська Бистриця   |
| PD                     | Прєвідза             |
| PE                     | Партизанське         |
| PK                     | Пезинок              |
| PN                     | П'єштяни             |
| PO, PV, PS             | Пряшів               |
| PP                     | Попрад               |
| PT                     | Полтар               |
| PU                     | Пухов                |
| RA                     | Ревуца               |
| RK                     | Ружомберок           |
| RS                     | Рімавска Собота      |
| RV                     | Рожнява              |
| SA                     | Шаля                 |
| SB                     | Сабінов              |
| SC                     | Сенец                |
| SE                     | Сениця               |
| SI                     | Скаліца              |
| SK                     | Свидник              |
| SL                     | Стара Любовня        |
| SN                     | Спішска Нова Вес     |
| SO                     | Собранці             |
| SP                     | Стропков             |
| SV                     | Снина                |
| TT, TA, TB             | Трнава               |
| TN, TC, TE             | Тренчин              |
| TO                     | Топольчани           |
| TR                     | Турчянське Тепліце   |
| TS                     | Тврдошін             |
| TV                     | Требішов             |
| VK                     | Вельки Кртіш         |
| VT                     | Вранов-над-Топльоу   |
| ZA, ZI, ZL             | Жиліна               |
| ZC                     | Жарновіца            |
| ZH                     | Ж'яр-над-Гроном      |
| ZM                     | Злате Моравце        |
| ZV                     | Зволен               |